# PAOK Thessaloniki (Volleyball)
PAOK Thessaloniki VC (griechisch ΠΑΟΚ Θεσσαλονίκη ΤΑΠ) ist die Volleyballabteilung des renommierten griechischen Sportvereins PAOK Thessaloniki. Die Mannschaft spielt in der höchsten Spielklasse Griechenlands, der VolleyLeague.

## Geschichte
Die Volleyballabteilung der Herren des PAOK wurde im Jahr 1933 gegründet. Die Wiederaufnahme des Spielbetriebes nach dem Zweiten Weltkrieg im Jahre 1948 scheiterte nach kurzer Zeit wieder. Erst mit erneuter Austragung der panhellenischen Meisterschaft im Jahre 1961 reaktivierte PAOK die Abteilung erneut. Zur Saison 1970/71 gelang dann auch der Aufstieg in die höchste Spielklasse der damaligen A Ethniki. Nachdem der Verein alle Partien der Liga verloren hatte, stieg er wieder ab. Die erneute Erstklassigkeit erspielte sich PAOK VC zur Saison 1978/79, konnte aber erneut die Klasse nicht halten. Diesmal sollte es aber nur zwei Spielzeiten dauern, bis der Wiederaufstieg gelang. Seit der Saison 1980/81 ist die Volleyballmannschaft dauerhaft in der ersten Liga vertreten. Achtmal gelang es, den vierten Platz zu sichern (1986, 1999, 2000, 2004, 2005, 2006, 2007, 2011). Unter Antonis Tsalopoulos als Präsident organisierte sich der Klub so, dass er die nächste Entwicklungsstufe nahm. Unter seiner Führung holte der Klub die ersten Meisterschaften sowie die ersten Pokalerfolge und qualifizierte sich somit für die europäischen Wettbewerbe.

## Spielstätte
Der PAOK VC trägt seine Heimspiele in der PAOK Sports Arena aus. Die Geschäftsstelle des Klubs befindet sich ebenfalls in der Arena. Die Fanartikel wie T-Shirts und Trikots werden im PAOK BC Store der Basketballabteilung angeboten.

## Erfolge

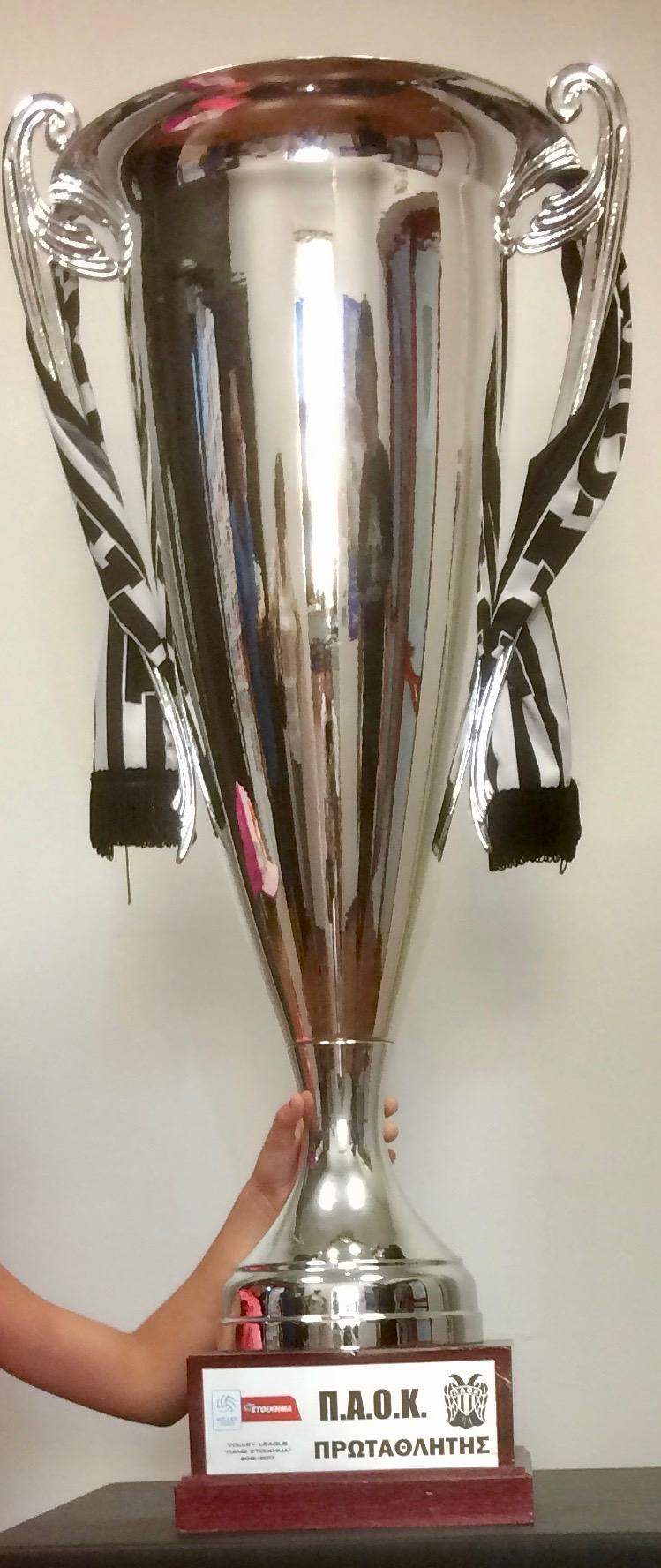
Der Pokal der Meisterschaft 2017 des PAOK VC

Der Kubaner Jimenez im PAOK Trikot

Die beste Platzierung erspielte sich der PAOK VC zur Saison 2014/15 als das Team zum ersten Mal in seiner Vereinsgeschichte griechischer Meister wurde. In derselben Saison erreichte man zudem auch das Finale des heimischen Pokalwettbewerbs. Besiegte auf Syros den Olympiakos Piräus mit 3:1 Sätzen. Die Meisterschaft ermöglichte zudem die erstmalige Teilnahme an der Volleyball Champions League. In der Saison 2015/16 verteidigte PAOK den griechischen Meistertitel nachdem er im Finale um die Meisterschaft den Foinikas Syros mit 3:1 Spielen bezwungen hatte. In der Saison 2016/17 wurde PAOK erneut griechischer Meister, nachdem man Olympiakos Piräus mit 3:2 Spielen geschlagen hatte. In der Folgesaison spielte man zum ersten Mal in der CEV Champions League.
Die Saison 2017/2018 brachte dem Klub im Final Four auf Rhodos den Pokalsieg. Im Halbfinale wurde Olympiakos geschlagen und im Finale der Stadtrivale Iraklis mit einem 3:0 besiegt. Im vierten Finale um die griechische Meisterschaft in Folge wurde PAOK Zweiter und somit Vizemeister. Im April 2019 konnte das Team um Trainer Filippov den dritten Pokal in seiner Geschichte feiern. In Ierapetra besiegte man erneut Iraklis mit einem 3:1 im Finale. Der vierte Pokal in der Sammlung folgte am 1. April 2022, mit dem Sieg im Final-Four-Pokalfinale in Glyfada, gegen Foinikas Syros mit 3:0. Im Final-Four-Turnier 2023 in Kalamata holte man sich den fünften nationalen Pokalerfolg, in dem man nach dem Halbfinalsieg über Panathinaikos Athen V.C. gegen Olympiakos Piräus im Finale 3:1 durchsetzen konnte.

## Platzierungen
Endplatzierungen in der höchsten Spielklasse seit der Saison 1990/91
| Saison        | 91 | 92 | 93 | 94 | 95 | 96 | 97 | 98 | 99 | 00 | 01 | 02 | 03 | 04 | 05 | 06 | 07 | 08 | 09 | 10 | 11 | 12 | 13 | 14 | 15 | 16 | 17 | 18 | 19 |
| ------------- | -- | -- | -- | -- | -- | -- | -- | -- | -- | -- | -- | -- | -- | -- | -- | -- | -- | -- | -- | -- | -- | -- | -- | -- | -- | -- | -- | -- | -- |
| Platzierungen | 7  | 11 | 11 | 7  | 8  | 10 | 10 | 9  | 4  | 4  | 6  | 5  | 5  | 4  | 4  | 4  | 4  | 10 | 8  | 6  | 4  | 7  | 3  | 6  | 1  | 1  | 1  | 2  | 2  |

## Titel
- Griechischer Meister (3×): 2015, 2016, 2017
- Griechischer Pokalsieger (5×): 2015, 2018, 2019, 2022, 2023
- Griechischer Supercup (1×): 2024